# Trefeglwys
Trefeglwys est un village et une communauté du Powys, au pays de Galles.

## Géographie
Trefeglwys est situé dans le nord-ouest du Powys, dans le comté historique du Montgomeryshire, à 8 km au nord de la ville de Llanidloes.
La communauté de Trefeglwys comprend aussi les villages et hameaux de Llawryglyn (en) et Staylittle / Penffordd-las (en).

## Démographie
Au recensement de 2011, la communauté de Trefeglwys comptait 910 habitants.